# Tássos Papadópoulos
Tássos Nikolaou Papadópoulos (Griego: Τάσσος Παπαδόπουλος; 7 de enero de 1934 - 12 de diciembre de 2008) fue un político chipriota que fue Presidente de Chipre entre 2003 y 2008.

## Biografía
Nació en Nicosia y estudió leyes en Londres. Al final de la década de 1950, estuvo activo en el PEKA, la sección política del EOKA. Después de la independencia, fue ministro de empleo.
Participó en la Conferencia de Londres de 1959 y fue uno de los dos delegados que votó en contra de los acuerdos de Londres y Zúrich. Fue uno de los cuatro representantes del lado grecochipriota en la Comisión Constitucional que redactó la Constitución de la República de Chipre.
Por doce años sirvió sucesivamente como Ministro del Interior, Ministro de Finanzas, Ministro de Trabajo y Seguridad Social, Ministro de Salud y Ministro de Agricultura y Recursos Naturales. Sirvió como asesor del primer representante del lado grecochipriota en las conversaciones intercomunitarias, Gláfkos Klirídis, hasta abril de 1976 y posteriormente tomó el puesto de representante hasta julio de 1978.
Representó a Chipre en muchas conferencias internacionales, particularmente en el congreso anual de la Organización Internacional del Trabajo (ILO). Además representó a la comunidad grecochipriota en muchas organizaciones como las Naciones Unidas y el Consejo e Europa. Hasta su elección como presidente ejerció como abogado en Nicosia.
En las elecciones parlamentarias del 15 de julio de 1970 fue elegido miembro de la Casa de Representantes, como candidato del Eniaion (Partido Unificado) para el distrito electoral de Nicosia. Como candidato independiente, fue reelegido el 5 de septiembre de 1976. Desde abril hasta octubre de 1976 fue presidente de la Casa de Representantes. En las elecciones parlamentarias del 19 de mayo de 1991 fue elegido miembro de la Casa de Representantes, como candidato del Partido Dmocrático en el distrito electoral de Nicosia y reelegido el 26 de mayo de 1996.
El 7 de octubre de 2000, fue elegido sin oposición como Presidente del Partido Democrático durante el histórico congreso electoral en el que el fundador del partido, Spyros Kyprianou, no fue elegido. En las elecciones del 27 de mayo de 2001 fue reelegido como jefe del partido. Fue miembro del Consejo Nacional, Jefe de la Comisión Permanente Parlamentaria en Asuntos Europeos y miembro del Comité de Selección y del Comité de Finanzas y Asuntos Presupuestarios. Fue también cojefe de la Comisión Parlamentaria Unida Chipre-Unión Europea.
Se postuló para la elección presidencial de 2003 con la base de que el sería capaz de confrontar mejor la disputa de la isla que el presidente en activo Glafcos Klerides. Fue postulado no solo por el Diko, sino también por el socialista Akel y el sociodemócrata Kisos. Asumió la Presidencia el 28 de febrero de 2003. Antes del Referéndum de reunificación de Chipre en 2004 con el Plan Annan, urgió a los grecochipriotas a votar No —su recomendación se considera una de las causas del resultado negativo del referéndum en el lado grecochipriota—.
Falleció el 12 de diciembre de 2008. Un año más tarde sus restos desaparecen del cementerio de Defterá, cerca de Nicosia, siendo recuperados el ocho de marzo de 2010. Los restos se encontraron en un cementerio a las afueras de Nicosia. Los presuntos responsables fueron dos chipriotas y un indio, al parecer por motivos económicos.

## Vida personal
Estaba casado con Photini Michaelides (de la familia de Anastasios Leventis) y tenía cuatro hijos: Konstantínos, María, Nikólaos y Anastasía.